# Primeira Divisão 1962-63
La Primeira Divisão 1962/63 fue la 29.ª edición de la máxima categoría de fútbol en Portugal. Benfica ganó su 12° título.

## Tabla de posiciones
| Pos | Equipo               | PJ | PG | PE | PP | GF | GC | Pts |                               |
| --- | -------------------- | -- | -- | -- | -- | -- | -- | --- | ----------------------------- |
| 1   | Benfica              | 26 | 23 | 2  | 1  | 81 | 25 | 48  | Copa de Campeones de Europa   |
| 2   | Porto                | 26 | 19 | 4  | 3  | 61 | 24 | 42  | Copa de Ferias                |
| 3   | Sporting CP          | 26 | 18 | 2  | 6  | 71 | 31 | 38  | Recopa de Europa              |
| 4   | Belenenses           | 26 | 16 | 4  | 6  | 47 | 30 | 36  | Copa de Ferias                |
| 5   | Leixões              | 26 | 10 | 10 | 6  | 34 | 33 | 30  |                               |
| 6   | Vitória de Guimarães | 26 | 12 | 3  | 11 | 47 | 43 | 27  |                               |
| 7   | Lusitano G.C.        | 26 | 9  | 5  | 12 | 33 | 41 | 23  |                               |
| 8   | Olhanense            | 26 | 7  | 7  | 12 | 29 | 38 | 21  |                               |
| 9   | Vitória de Setúbal   | 26 | 6  | 8  | 12 | 33 | 39 | 20  |                               |
| 10  | Académica de Coimbra | 26 | 8  | 3  | 15 | 49 | 50 | 19  |                               |
| 11  | Barreirense          | 26 | 5  | 8  | 13 | 20 | 56 | 18  |                               |
| 12  | CUF                  | 26 | 6  | 6  | 14 | 37 | 40 | 18  |                               |
| 13  | Atlético CP          | 26 | 8  | 1  | 17 | 33 | 65 | 17  | Descenso a la Segunda Divisão |
| 14  | Feirense             | 26 | 3  | 1  | 22 | 21 | 81 | 7   | Descenso a la Segunda Divisão |

|                               |
| Campeón SL Benfica 12° título |